# セントアンソニー滝
セントアンソニー滝（-たき、英語: Saint Anthony Falls、ダコタ語: Owámniyomni）は、アメリカ合衆国ミネソタ州ミネアポリスに位置する滝であり、かつてミシシッピ川の上流における唯一の自然の滝であった。1869年に滝が崩壊し、その後堰止めされ、1950年代から1960年代にかけて一連のダムと閘門が設置された。
この地域に住んでいた先住民たちは、滝にさまざまな名前を付けていた。オジブワ族は「Kakabikah」（切り裂かれた岩）と呼び、ダコタ族は「Minirara」（渦巻く水）や「Owahmenah」（落ちる水）と呼んでいた。
1680年に、ベルギー出身のカトリック司祭、ルイ・エヌパンがこの滝を「発見」した。エヌパンはナイアガラの滝も発見したことで知られており、滝の高さを50フィートから60フィートと見積もり、遠征の守護聖人であったパドヴァのアントニオにちなんで「サンタントワーヌ滝」（Saut de Saint-Antoine）と命名した。
滝の周辺地域は、1971年に「セントアンソニーフォールズ歴史地区」としてアメリカ合衆国国家歴史登録財に登録された。

## 地質
地質学者によると、滝は約1万年前にミネソタ川との合流点付近で形成され、当初の落差は約55メートルであった。かつてこの地域には、現在のミネソタ川の前身である壮大な「ウォーレン川」が流れており、その滝はナイアガラの滝の2倍の幅があった。数千年をかけて、滝は上流へと後退し、流域内の支流に出会うにつれて複数の小さな滝に分かれていった。ミネハハの滝（Minnehaha Falls）はその好例である。
かつてスネリング砦（Fort Snelling）付近にあったセントアンソニー滝は、年間約1メートルの速度で上流へと移動し、1800年代初頭に現在の位置に到達した。ルイ・エヌパンが滝を記述した際、高さを約15メートルから20メートルと推定したが、後の探検家たちはその高さを5メートルから6メートルと評価した。
ミネアポリスは、滝の水力を利用して工業、製材、織物工場、製粉工場を発展させた。これらの工業施設への水の供給のために行われた建設活動により、滝の上流への移動は1857年から1868年にかけて年間8メートル以上に加速した。

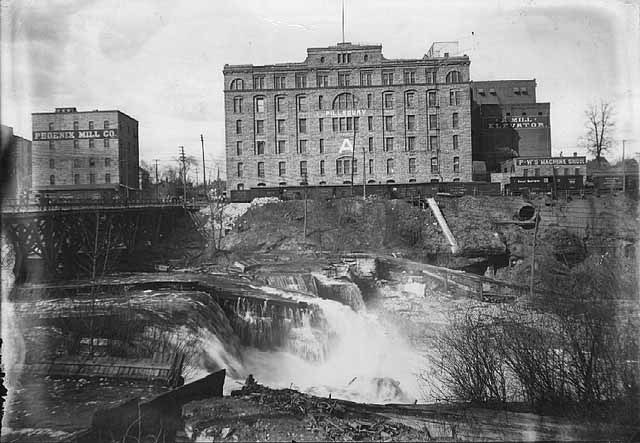
1900年代初頭のセントアンソニー滝

1868年、滝はその構造の脆弱化により崩壊の危機に瀕していた。滝の上部から崩れ落ちる岩が石灰岩層を傷つけ、より脆い砂岩層が露出した。その後、ウィリアム・イーストマンとジョン・メリアムによって上部に掘られたイーストマントンネルが崩壊し、渦が発生して急速な浸食が始まり、ニコライト島（Nicollet Island）の一部が失われた。1870年春には、浸食が進行し、砂岩の崖が崩壊し、いくつかの工場や建物が川に流された。
滝が急流に変わるのを防ぐため、何百人ものボランティアが集まり、一連のダムを建設して滝の崩壊を防いだ。また、アメリカ政府も河川交通を維持するために工事に関与した。1884年頃までに、滝の上部は固められ、トンネルは封鎖され、砂岩層を保護するために堤防が設置された。最終的にアメリカ政府はこのプロジェクトに61万5000ドルを費やし、ミネアポリスとセントアンソニー（後にミネアポリスに合併された）の両市は合計で33万4500ドルを投じた。
セントアンソニー滝は、1948年から1963年にかけて、アメリカ陸軍工兵隊によって2つのダムと一連の閘門が建設されるまで、ミシシッピ川の航行の終点であった。